# Voranc Boh
Voranc Boh, slovenski dramski igralec in glasbenik, * 26. april 1993.
Je član igralskega ansambla Lutkovnega gledališča Ljubljana. Med študijem je sodeloval z Anton Podbevšek Teatrom, MGL in SNG Drama. Diplomiral je iz dramske igre na AGRFT. 
Igral je Blaža Slaka v Reki ljubezni. Kot naturščik je nastopil v filmu Razredni sovražnik.
Z nastopanjem je začel v otroštvu. Igral je v šolskih predstavah, sodeloval v dramskih krožkih in improgledališču (Mala impro šola, ŠILA, Pionirski dom, Hiša otrok in umetnosti). Sodeloval je z ansamblom Artizani. V sezoni 2011/12 ŠILE je dobil priznanje za »najbolj ošiljenega improvizatorja«. Hodil je na Gimnazijo Poljane. V srednji šoli je igral kitaro in bil vokalist pri bandu L.S.D. (Lepi slovenski dečki). Leta 2016 je nastopil na festivalu Poprock v okviru Dnevov slovenske zabavne glasbe s pesmijo »Jutro v Tivoliju« in se uvrstil v superfinale. Je član zasedbe Insan.

## Zasebno
Njegov oče je zdravnik in glasbenik (Nula Kelvina) Marko Boh.
Ima enega otroka s partnerko Anjo Möderndorfer, koreografinjo v Mestnem gledališču ljubljanskem.

## Gledališke vloge
| - Jane Austen-Eva Mahkovic/Alan Badiou: Prevzetnost in pristranost: prizorišče Dvojega, r. Matjaž Berger, APT, 201 - Jukebox, MGL, AGRFT - Poveljnik gasilcev (E. Ionesco: Plešasta pevka, r. Nina Ramšak, AGRFT, 2015) - Polh (Jana Bauer: Groznovilca, r. Matjaž Farič, LGL, 2015) - A.B.S.I.N.T., r. Sara Lucu, SNG Drama, 2015 - Koncert z igralci MGL in študenti AGRFT (MGL, AGRFT, 2016) - Anton Ingolič, Nebojša Pop Tasić: Tajno društvo PGC, r. Marko Bulc, LGL, 2016 - Erich Kästner: Emil in detektivi, r. Ajda Valcl, LGL, 2015 - Kaos Kontrole, r. Mitja Lovše, GLEJ, 2017 - MGL & AGRFT LET'S DANCE! (MGL, AGRFT, 2017) - Miha, Suhi, Špeh, Indijanec (J.M. Barrie, Jera Ivanc: Peter Pan, r. Yulia Roschina, LGL, 2017) | - Angel Dumott Schunard (Jonathan Larson: Rent, r. Stanislav Moša, MGL, 2017) - Kralj Matevžek Prvi (Janusz Korczak, Ana Duša: Kralj Matevžek Prvi, r. Anja Suša, LGL, 2017) - Igra (Kamniti čevlji, r. Anja Mejač, AGRFT, 2017) - Sončnica na Luni, r. Mare Bulc, LGL, Kino Šiška, 2018 - MGL&AGRFT FREEDOM, MGL, AGRFT, 2018 - Zajček (Anja Štefan: Zajčkova hišica, r. Martina Maurič Lazar, LGL, 2018) - Inštitut Stefan Kraftwerk (Improvizija, Cankarjev dom, KUD Sokoli, 2018) - Aleks (Vinko Möderndorfer: Kit na plaži, r. Vinko Möderndorfer, LGL, 2018) - MGL&AGRFT VOLUME 9, MGL, AGRFT - Igor Starvniski: Posvetitev pomladi, r. Matjaž Farič, LGL, 2019 |

## Filmografija

### Film
| Leto | Naslov                     | Vloga  |
| ---- | -------------------------- | ------ |
| 2013 | Razredni sovražnik         | Luka   |
| 2018 | Za ona dobra stara vremena | Martin |

### Televizija
| Leto    | Naslov        | Vloga                          |
| ------- | ------------- | ------------------------------ |
| 2017    | Usodno vino   | Sašo                           |
| 2017–18 | Reka ljubezni | Blaž Slak                      |
| 2019    | Lajf je tekma | Bojan Mencinger (glavna vloga) |

### Novinarski članki
- Agata Rakovec Kurent: "Voranc Boh med snemanjem skrival mavec" Arhivirano 2019-08-26 na Wayback Machine., Večer, 30. april 2018
- Jana Zirkelbach: "Intervju: Voranc Boh" Arhivirano 2019-08-26 na Wayback Machine., PIL, 4. maj 2018
- Vanja Pirc: "Voranc Boh, igralec", Mladina, 22. december 2017